# ハービー・ブレナン
ハービー・ブレナン（Herbie Brennan、1940年7月5日 - 2024年1月1日）は、アイルランドの作家。J・H・ブレナン（J. H. Brennan, James Herbert Brennan) としても知られる。

## 人物
十代後半からファンタジーに興味を持ち、魔術や神話に関するフィクションやノンフィクションを多数著している。
100冊以上の著作は、約50の言語に訳され、累計で750万部以上売り上げている（2010年現在。Herbie Brennan's Bookshelfより）。
堅物が多いオカルト界において珍しくユーモアに富んだ、独特の軽い作風で有名である。
日本語訳されたブレナンの著作は主にゲームブックである。二見書房から刊行された『ドラゴン・ファンタジー』は、ゲームブックブームの過ぎ去った2004年に英語版と同じシリーズ名『グレイルクエスト』として創土社から再版開始された。

## 日本で出版された作品

### ゲームブック
グレイルクエスト（旧ドラゴン・ファンタジー）
- 暗黒城の魔術師
- ドラゴンの洞窟
- 魔界の地下迷宮
- 七つの奇怪群島
- 魔獣王国の秘剣
- 宇宙幻獣の呪い
- 幻し城の怪迷路
- ゾンビ塔の秘宝

ニュー・クラシック・ホラー
- ドラキュラ城の血闘（奥谷晴彦、高橋聡訳 / 二見書房） ISBN 4-576-89106-5
  - 創土社版 ISBN 978-4-7988-0149-0

デーモン・クエスト
- 悪魔族の叛乱（南山宏訳 / 二見書房） ISBN 4-576-87048-3

### ロールプレイングゲーム
- モンスター・ホラー・ショウ - 悪夢と迷宮へようこそ - （本田成二訳 / 社会思想社） ISBN 4-390-11395-X

### 小説
- フェアリー・ウォーズ ベレスの書 （種田紫訳 / ソニー・マガジンズ） ISBN 4-7897-2095-0

### その他
- 魔術師ヒトラー（小泉源太郎訳 / 大陸書房）
- 魔術師ヒトラー - 独裁者とオカルティズム （小泉源太郎訳 / アリアドネ企画） ISBN 4-3840-2368-5　※大陸書房版の改版
- ノストラダムス未知の予言集 - 日本人が知らなかった真実（小川謙治訳 / イースト・プレス） ISBN 4-9005-6856-2